# Reinhold Rieckmann

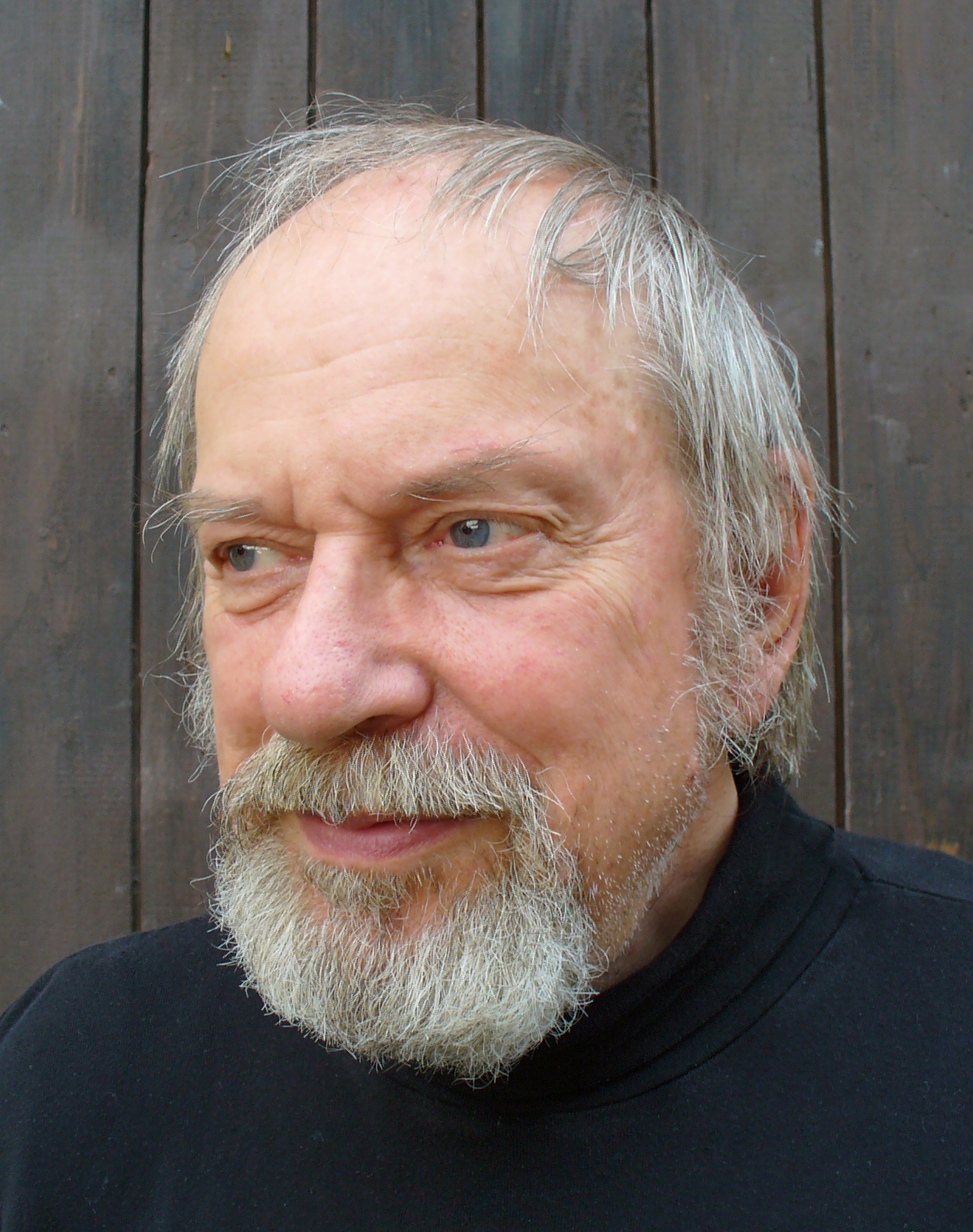
Reinhold Rieckmann

Reinhold Rieckmann (* 3. September 1942 in Hamburg) ist ein deutscher Keramiker, Grafiker und Objektkünstler.

## Leben
Nach seiner Schulzeit absolvierte Rieckmann von 1958 bis 1961 zunächst eine Lehre als Keramiker, die er mit der Gesellenprüfung abschloss. Im Anschluss daran durchlief er zusätzlich eine Lehre als Chemigraph, nach deren Abschluss er bis 1966 die Keramikschule, damals Staatliche Fachschule für Keramik, in Landshut besuchte. Nach der Meisterprüfung nahm Rieckmann im Jahr 1966 an der Staatlichen Hochschule für Bildende Künste in Kassel das Studium der Keramik bei Walter Popp und für Plastik bei Harry Kramer auf.
Nach seinem Abschluss an der Kunsthochschule wurde Rieckmann von 1971 bis 1973 Lehrbeauftragter für Keramik an der neugegründeten Gesamthochschule Kassel. Parallel zu seinem Lehrauftrag studierte er bis 1975 zudem noch das Fach Grafik bei Heinz Nickel.
Durch Walter Popp kam Rieckmann 1966 mit Jakob Wilhelm Hinder in Deidesheim in Verbindung. Hinder zeigte Rieckmanns Werke in Verkaufsausstellungen, erwarb Arbeiten für seine keramische Museumssammlung und schrieb im Jahr 1976 über dessen Arbeiten in der Keramischen Zeitschrift. Nach den ersten Ausstellungsbeteiligungen erfolgten Ankäufe von Museen wie beispielsweise dem Hetjens-Museum in Düsseldorf und vom Kunstgewerbemuseum in Köln. Ab 1968 beteiligte sich Rieckmann in zahlreichen Einzel- und Gruppenausstellungen in nahezu allen deutschen Zentren für Keramik und der bildenden Kunst und im Ausland.
Im Jahr 1973 richtete Rieckmann eine Werkstatt für Keramik in Kassel ein. Seit der Verlegung des Wohnorts 1976 nach Dissen betreibt er dort seine Werkstatt.
Begleitend zu seiner Arbeit als Künstler wurde Rieckmann Mitglied im Bundesverband Bildender Künstlerinnen und Künstler, BBK Kassel-Nordhessen e.V. und war dort von 1989 bis 1998 Vorsitzender. Im selben Zeitraum war er von 1990 bis 2000 Mitglied der Ankaufskommission für Gegenwartskunst der Staatlichen Kunstsammlungen Kassel. In den Jahren 1992 und 1996 wirkte er zudem mit an der Konzeption und Koordination der BBK-Ausstellungen „Zeichnungen I und II“ im Kulturhaus Dock 4, Kassel.
Reinhold Rieckmann ist verheiratet. Er lebt und arbeitet in Gudensberg-Dissen/Hessen.

## Werk
Rieckmann verfügt über eine breitgefächerte Ausbildung, die ihm seine künstlerische Laufbahn ermöglichte. Verwandte er anfangs die Rezepturen von Walter Popp für die Glasuren seiner keramischen Arbeiten, so entwickelte er mit den Jahren eigene Glasuren selbst unter Verwendung von Feldspat, Basalt, Gesteins- und Thomasmehl, Holz-, Stroh- und Grasasche. Seine Arbeiten brennt er oxidierend und reduzierend im Elektro- und Gasofen bei 1280 Grad, wobei er bei einigen Keramiken seine Glasurergebnisse durch wiederholte Brennvorgänge erreichte.
Schon zu Beginn seiner Studienzeit fertigte Rieckmann erste Plastiken, Baukeramiken und keramische Reliefs bis zu einer Größe von 100 × 160 cm. Ende der sechziger Jahre erstellte er Plastiken aus anderen Materialien wie beispielsweise Stahl. Ab 1966 entwickelte Rieckmann eine eigene Formensprache mit auf der Drehscheibe gefertigten stereometrischen Körpern, auch in Verbindung mit gebauten Elementen, die in Aufbau, Anordnung, Kombination der Drehteile und Glasurauftrag die eigenständige Auffassung dokumentierten.
Seit den 1970er-Jahren entwickelte Rieckmann Wasserschlierenglasuren zur Betonung der malerischen Komponente in der Oberflächengestaltung und -behandlung. In den achtziger Jahren entstanden Tempelruinen und Architekturfragmente, die sich zusammen mit später gestalteten Werkgruppen in Themen wie „Bunkerfragmente“, „Reste der Diktatur“, „Gefangenschaft“, „Wege zur Macht“ oder „Unsichere Machtverhältnisse“ wiederfanden. Bei der Beschäftigung mit der Symbolik der Architektur gestaltete Rieckmann schwarzmatt glasierte, Architekturfragmenten ähnliche Plastiken. Im gleichen Zeitraum entstanden Wandplatten und Wandobjekte. Durch Abdecken mit Japanpapier und dem Auftragen mehrerer Glasuren erzielte Rieckmann eine zeichnerische und malerische Oberflächenwirkung.
Seit ca. 2000 wandte sich Rieckmann wieder parallel zur Keramik der Grafik zu. So entstanden unter anderem großformatige Fotos und farbige Drucke auf Leinwand. Als Druckstöcke wurden entsorgte, zertrümmerte Grabsteine benutzt.
Zusammenfassend dazu schreibt Werner Gnegel, bis 2016 Dozent an der Gesamthochschule Kassel:

„Seine breitgefächerte Ausbildung öffnete ihm den Weg in die Unabhängigkeit und somit auch seine künstlerische Laufbahn.“

Werksauswahl
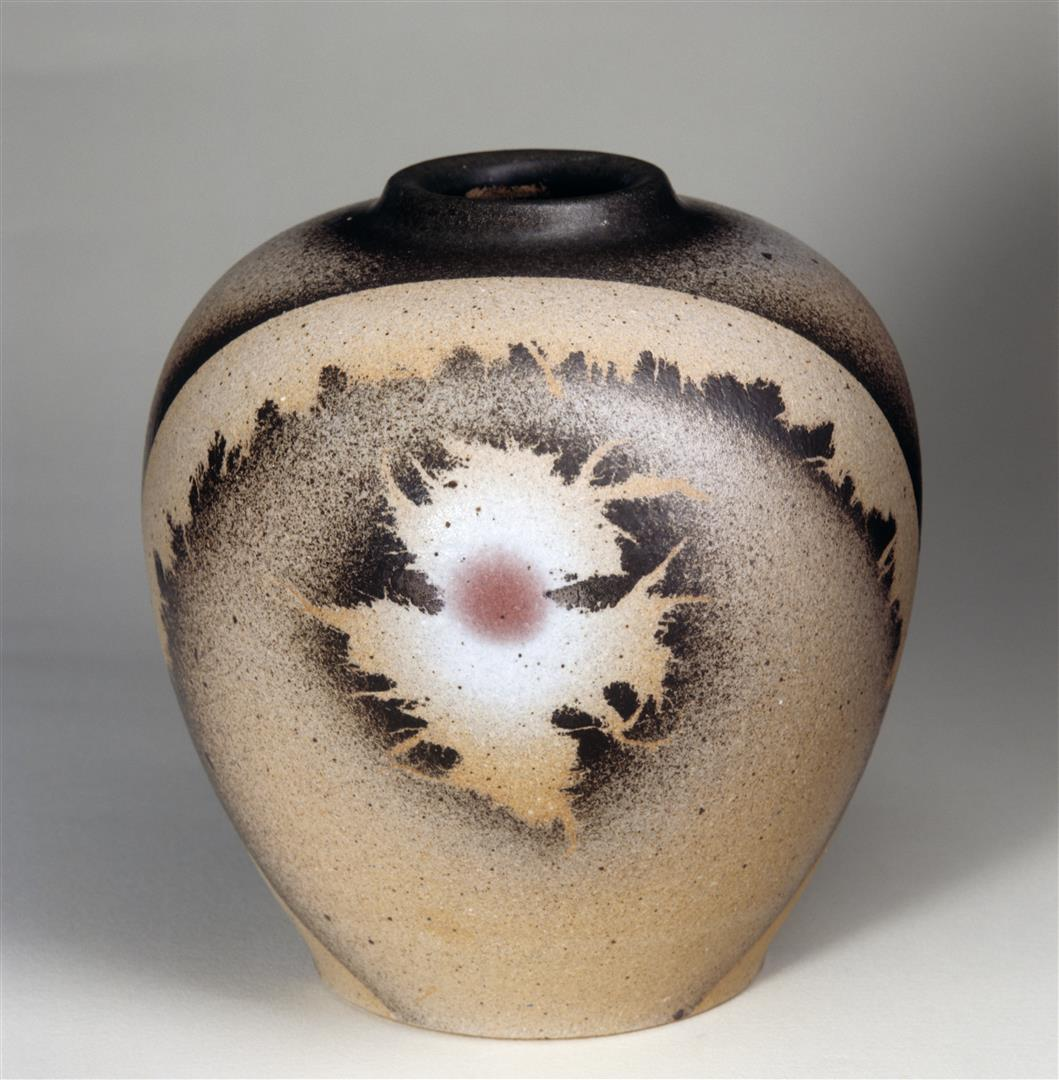
Vase Thomasmehlglasur, 1985
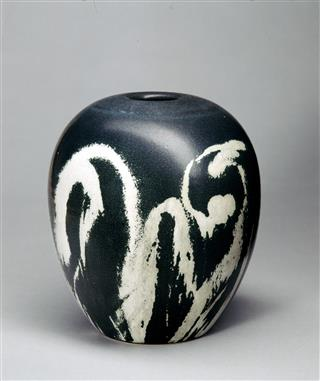
Kugelvase mit Wasserschlierenglasur, 1989
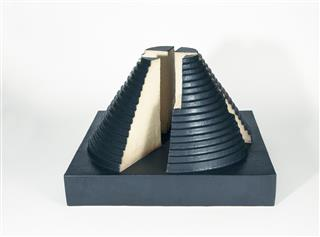
Reste einer Diktatur, Keramische Plastik 1999
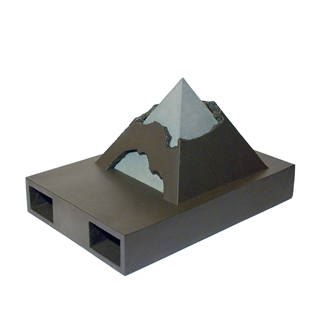
Architekturfragment, Keramische Plastik  2005

## Ehrungen
- 1973: 1. Richard-Bampi-Preis, Kestner-Museum Hannover[2]
- 2006: Preis der Lotte-Reimers-Stiftung, Theodor-Zink-Museum Kaiserslautern[3]

## Ausstellungen (Auswahl)
- 1972 Landesmuseum für Kunst und Kulturgeschichte Oldenburg
- 1974 Städtische Galerie Delmenhorst, Delmenhorst
- 1976 Mittelrhein-Museum Koblenz
- 1992 Museum für moderne Keramik, Deidesheim, zusammen mit Lotte Reimers,
- 1994 Piranesi – Faszination und Ausstrahlung, Grassimuseum Leipzig
- 1998 Keramische Plastiken, Gefäßkeramik und Wandobjekte aus  drei Jahrzehnten, Grassimuseum Leipzig,
- 2002 Oberhessisches Museum Gießen
- 2003 Wolfgang-Bonhage-Museum Korbach
- 2003 Museum Eckernförde
- 2004 Ostholstein-Museum Eutin
- 2004 Emslandmuseum Schloss Clemenswerth, Sögel
- 2008 Gefäßkeramik und keramische Plastiken, Töpfermuseum Duingen[4]
- 2014 Keramische Welten Museum für Angewandte Kunst (Gera),[5]
- 2017 Gedanke und Form Keramik-Museum Bürgel und Dornburger Schlösser[6]

## Sammlungen in öffentlichen Ausstellungen (Auswahl)
- Berlin, Keramik-Museum Berlin
- Coburg, Kunstsammlungen der Veste Coburg
- Edenkoben, Moderne Keramik des 20. Jahrhunderts Villa Ludwigshöhe,
- Frechen, Keramion
- Gera, Museum für Angewandte Kunst
- Gießen, Oberhessisches Museum
- Gotha, Museum Schloss Friedenstein
- Hamburg, Museum für Kunst und Gewerbe Hamburg
- Höhr-Grenzhausen, Keramikmuseum Westerwald
- Kaiserslautern, Museum Pfalzgalerie Kaiserslautern
- Kaiserslautern, Theodor-Zink-Museum
- Kassel, Hessisches Landesmuseum Museen in Kassel
- Kassel, Neue Galerie Museen in Kassel
- Köln, Museum für Angewandte Kunst Köln
- Leipzig, Grassimuseum, Museum für Angewandte Kunst
- Mannheim, Kunsthalle Mannheim
- München, Die Neue Sammlung
- Schleswig, Schleswig-Holsteinisches Landesmuseum Schloss Gottorf
- Sögel, Emslandmuseum Schloss Clemenswerth
- Valencia, Museo Nacional de Cerámica

## Publikationen (Auswahl)
- Keramik, Begleitpublikation zur Ausstellung, 24. Juni bis 4. Oktober 1998, Grassi Museum Leipzig, Museum für Kunsthandwerk, Verlag: Leipzig: Museum für Kunsthandwerk – Leipzig: Freundes- und Förderkreis Museum für Kunsthandwerk, Grassimuseum, 1998
- Keramische Plastiken – 1966 bis 1996, zusammen mit Harald Kimpel, Katalog des Bundesverbandes Bildender Künstler Kassel, Nordhessen, Herausgeber: Bundesverband Bildender Künstler Kassel/Nordhessen; Koordination: Stefan Mitzlaf, 1996
- Keramiken, Gefässe u. Objekte, Museum für Moderne Keramik, Hrsg.: Museum für Moderne Keramik, Deidesheim/Weinstrasse, 1979
- Die Situation der keramischen Plastik in der Gegenwart, Keramos Heft 69, S. 9-10, Gesellschaft der Keramikfreunde e. V, Düsseldorf, 1975